# Lâu đài Vianden

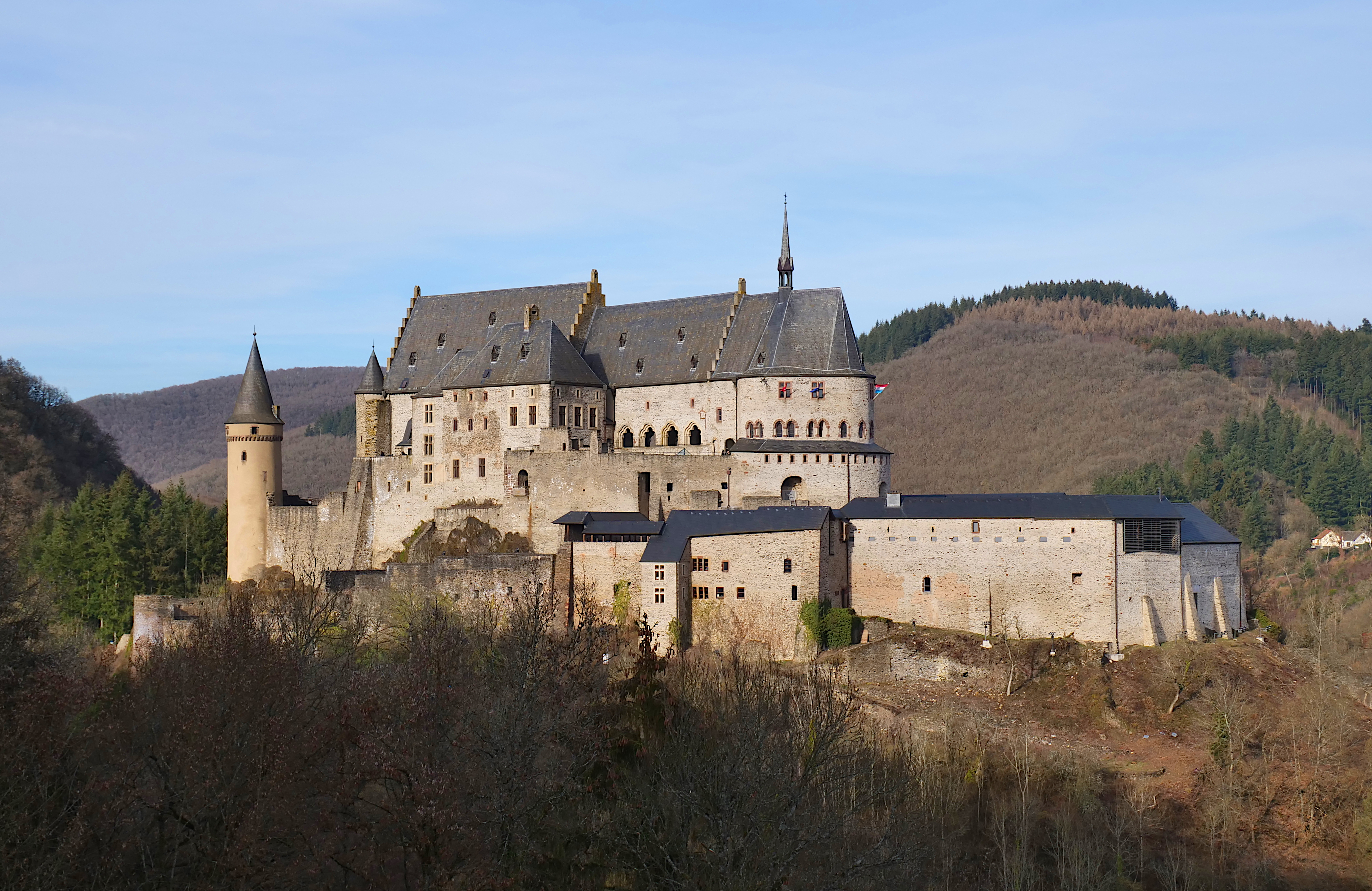
Lâu đài Vianden

Lâu đài Vianden  (tiếng Pháp: Château de Vianden, tiếng Đức: Burg Vianden tiếng Luxembourg: Buerg Veianen), nằm ở Vianden ở phía bắc của Luxembourg, là một trong những lâu đài lớn nhất ở phía tây sông Rhine. Lâu đài nằm ở độ cao 310 mét, chiều dài 90 mét.

## Lịch sử
Lịch sử lâu đài bắt đầu từ khoảng năm 1090 gắn liền với tên tuổi vị bá tước đầu tiên. Với nguồn gốc từ thế kỷ thứ 10, lâu đài được xây dựng theo phong cách La Mã từ thế kỷ 11 đến thế kỷ 14. Biến đổi và trang trí gothic đã được thêm vào cuối giai đoạn này. Một phần kiểu Phục hưng đã được thêm vào thế kỷ 17. Khoảng năm 1100, một nhà bếp, một nhà nguyện và các khu nhà dân được xây dựng.

## Thư viện ảnh

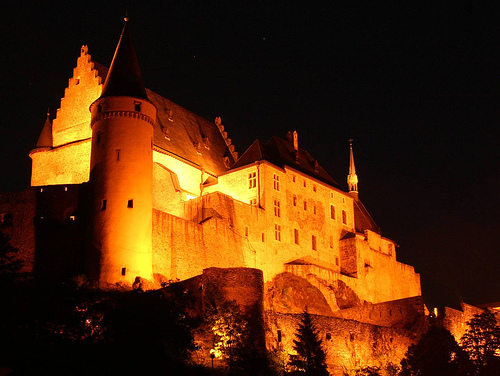
Castle at night
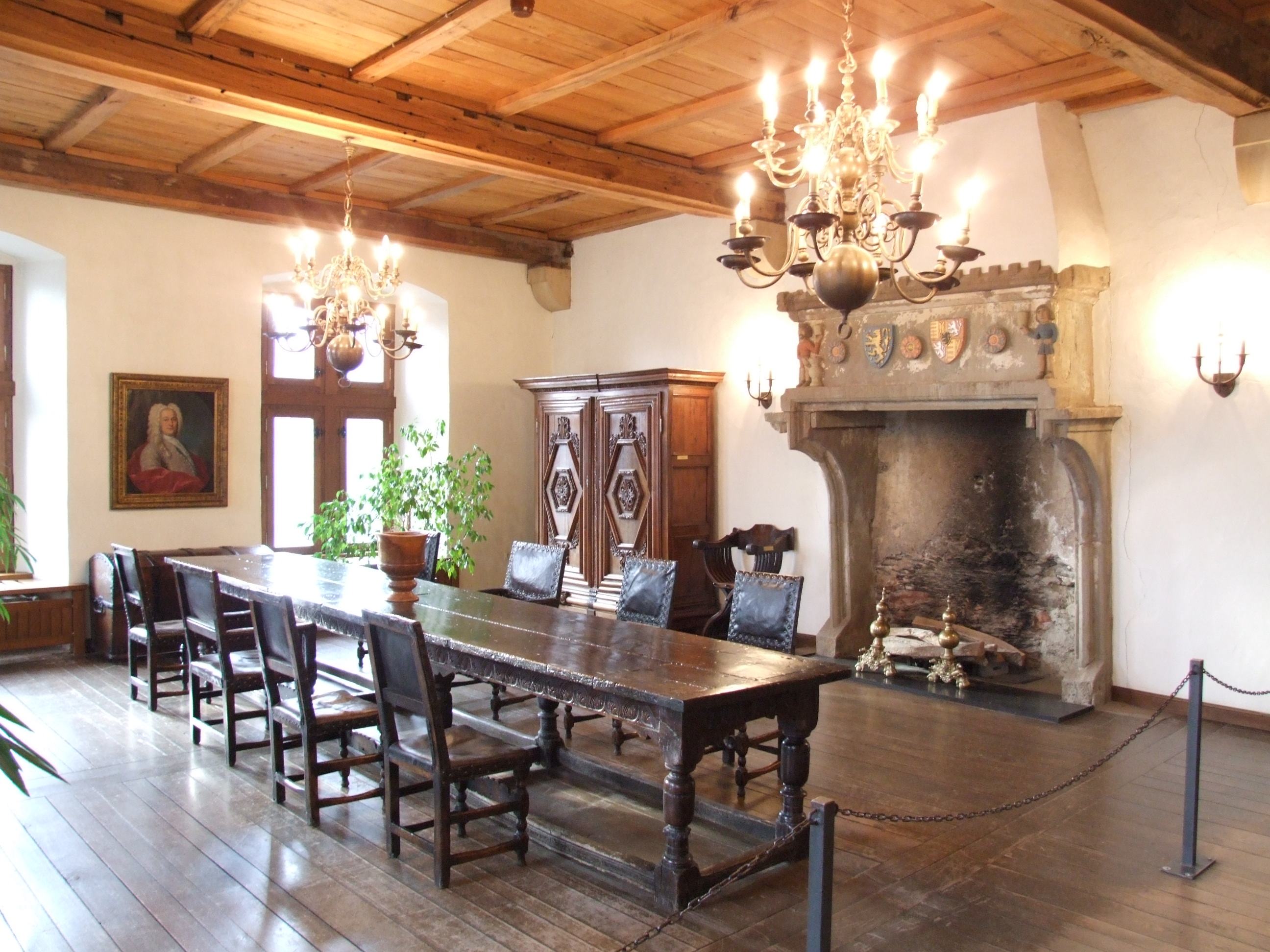
Renaissance dining room
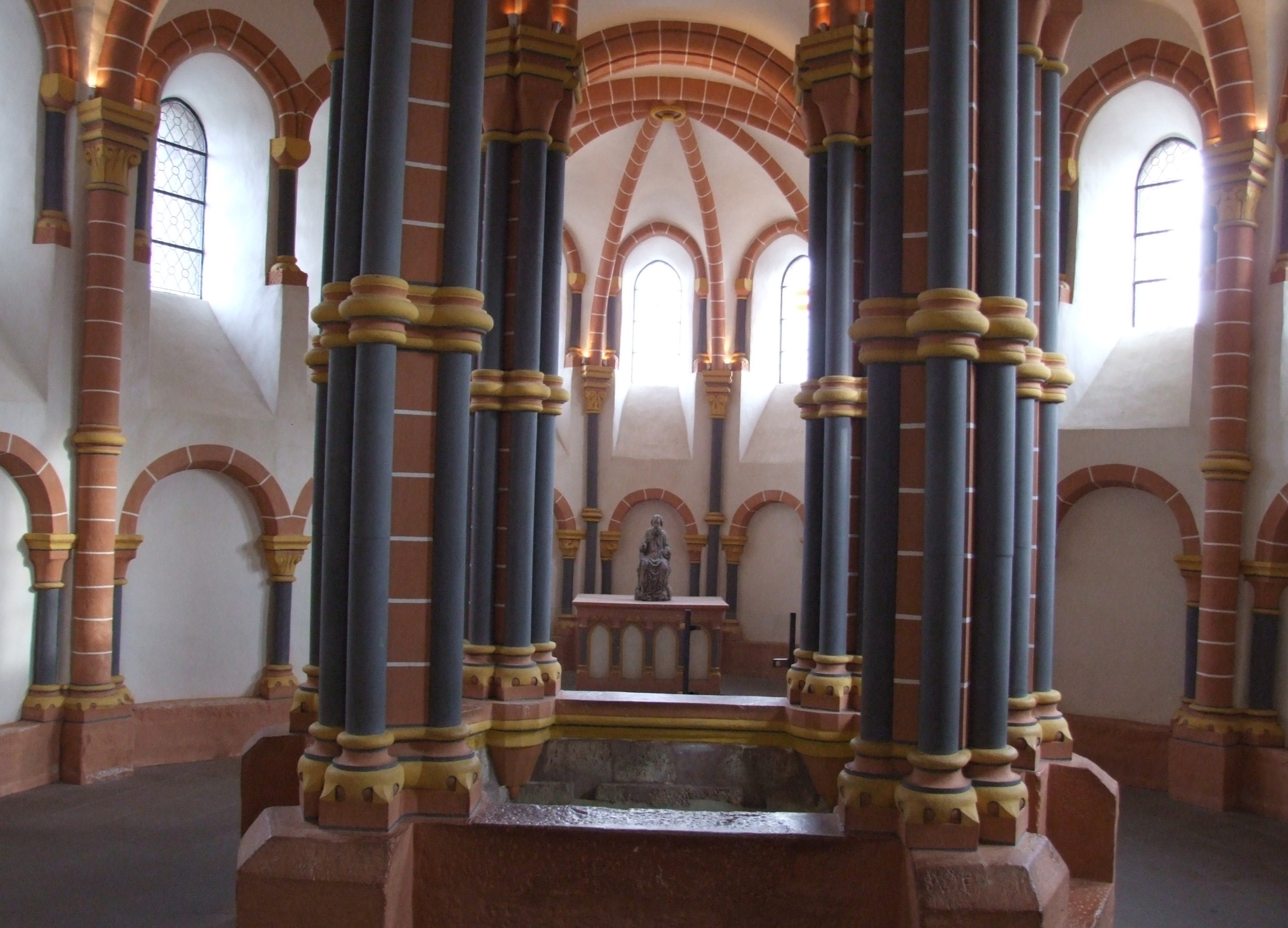
Chapel: upper level
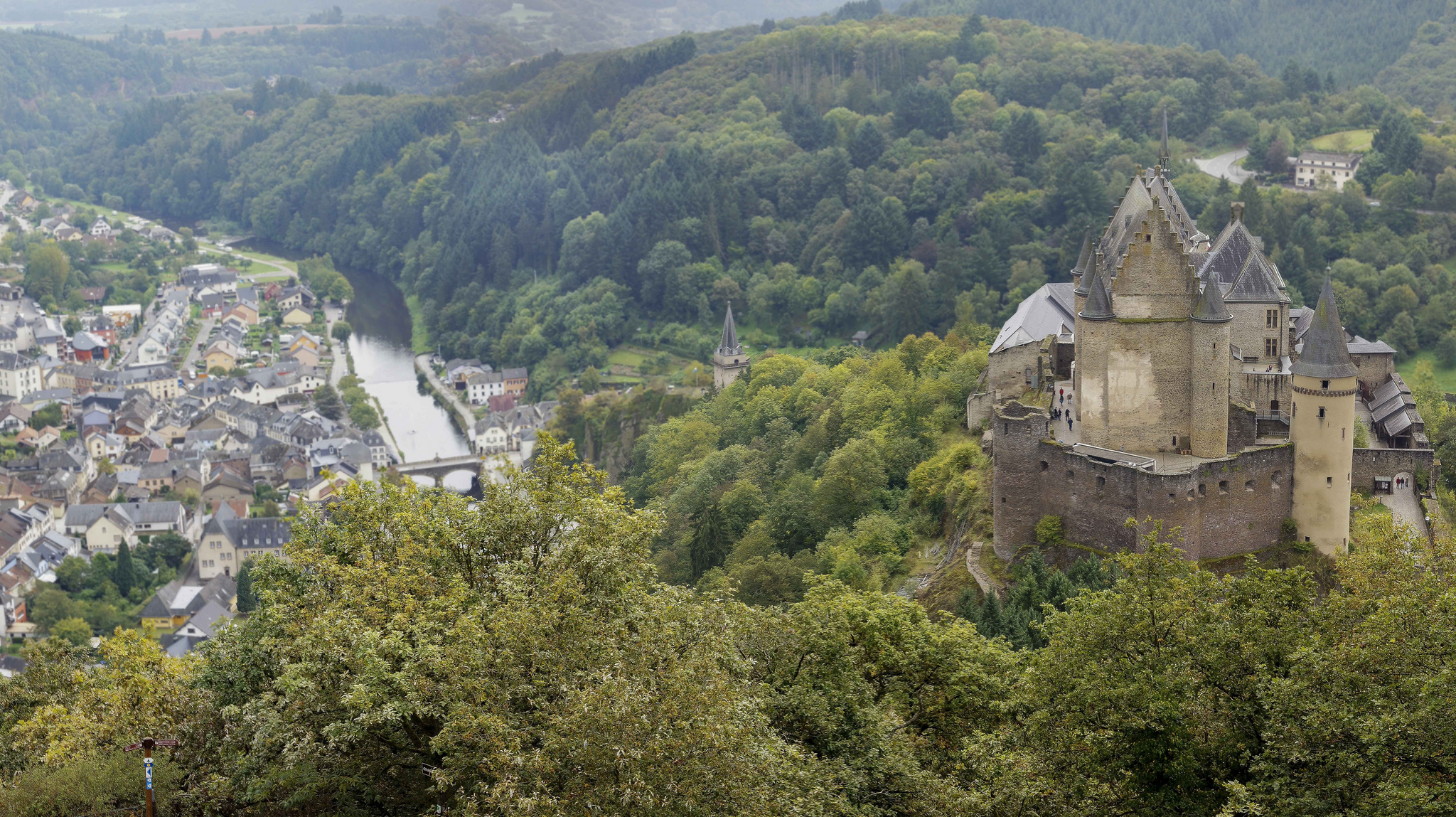
A view overlooking the town
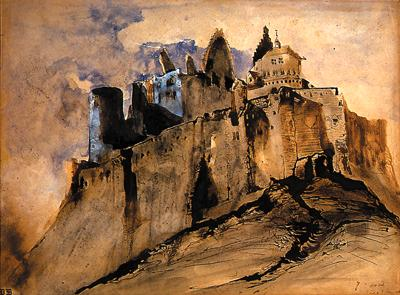
Victor Hugo: Ruins of Vianden Castle (1871)